# Isabel Runebjörk
Alice Marianne Isabel Werner Runebjörk, född 18 april 1963 i Uppsala, är en svensk författare som skriver och föreläser om ledarskap och personlig utveckling.

## Biografi
Runebjörk studerade juridik och teoretisk filosofi vid Uppsala universitet i början på 1980-talet. År 1993 tog hon examen från språkkonsultprogrammet vid Stockholms universitet.
Hon arbetade under det tidiga 1990-talet som copywriter, journalist, bokredaktör och översättare i flera år och har kombinerat det med föreläsningar på Stockholms universitet, Handelshögskolan i Stockholm och Örebro universitet. Därefter har hon varit redaktör för Ericsson Telecom AB:s personaltidning. 1996 återgick hon till Stockholms universitet och tog examen från marknadskommunikationsprogrammet 1997.. Därefter arbetade hon som key account manager och PR-manager.
År 2007 startade hon Stockholm Brand Partner AB.

### Författarskap
I boken Ditt personliga varumärke – om retorik, värderingar och förtroende från 2004 förs begreppet personligt varumärke fram och den har refererats i akademiska avhandlingar och uppsatser. Efter att boken publicerats har Runebjörk angetts som expert på ämnet varumärken även i kvällspress och ledarskapstidskrifter.
Hennes andra bok, Lean med hjärta och kreativitet – om autentiskt ledarskap och kommunikation, utkom 2013. Den var resultatet av ett arbete med att effektivisera Migrationsverkets internationella verksamhet med hjälp av Lean och kommunikation.  Boken skrevs tillsammans med Monika Wendleby som var chef för det verksamhetsområde som har ansvar för Migrationsverkets internationella samarbeten.. Lean med hjärta och kreativitet nominerades år 2013 till Årets HR-bok.
Isabel Runebjörks idéer om det personliga varumärket har kopplats till "autentiskt ledarskap", det vill säga att ett ledarskap som entusiasmerar istället för kontrollerar.